# Santino Spinelli
(Santino Spinelli)
Santino Spinelli (Pietrasanta, 21 luglio 1964) è un musicista e compositore italiano.

## Biografia
Santino, in arte Alexian, è l'ultimo di sei figli, unico maschio. Nasce a Pietrasanta, in provincia di Lucca, il 21 luglio 1964, figlio di Gennaro e Giulia Spinelli, ma è a Lanciano, in provincia di Chieti, che compirà i suoi primi studi. Frequenta l'Istituto di Stato per il Commercio "P. De Giorgio", dove si diploma con il massimo dei voti, 60/60. Ha conseguito due lauree presso l'Università degli Studi di Bologna, la prima in Lingue e Letterature Straniere con una tesi su George Borrow (1998) e la seconda, nel 2006, in Musicologia.
È sposato con Daniela De Rentiis, dalla quale ha avuto tre figli: Gennaro, Giulia ed Evedise, tutti musicisti professionali con cui tiene numerosi concerti in Italia e all'estero.
È fondatore e presidente dell'associazione culturale Thèm Romanò (mondo romanò). Nel 2001 viene eletto, quale unico rappresentante per l'Italia, al parlamento dell'Unione Internazionale Romaní (IRU), organizzazione non governativa con sede a Praga, attiva nel campo dei diritti dei popoli romaní, alla quale è stato garantito lo status consultivo presso alcuni organi delle Nazioni Unite. Nel 2002 Spinelli è stato docente di Lingua e Cultura Romanì (romanologia) presso l'Università degli Studi di Trieste, presso il Politecnico di Torino. Docente di Lingua e Cultura Romanì - Lingue e processi interculturali - presso l'Università degli Studi di Chieti dal 2008, ha anche tenuto un corso seminariale all'Università di Teramo nell'anno accademico 2013/2014. Nel 2003 viene nominato vicepresidente del parlamento dell'IRU e ambasciatore dell'arte e della cultura romani nel mondo per l'IRU e nel 2007 vicepresidente dell'IRU. È presidente nazionale della federazione FederArteRom. È tra i fondatori di UCRI (Unione delle Comunità Romanès in Italia) di cui è Portavoce.
Nel 2010 ha pubblicato per la Ut Orpheus editore di Bologna i volumi "Carovana Romanì" per Fisarmonica, Ensemble e Orchestra. Le raccolte contengono partiture composte da Alexian Santino Spinelli che sono state eseguite al Palazzo del Consiglio d'Europa a Strasburgo il 7 ottobre 2010 ed al Consiglio europeo a Bruxelles il 17 gennaio 2013 dall'Orchestra Europea per la Pace con cui tiene numerosi concerti in tutta Europa. Alexian Santino Spinelli è compositore ed esecutore delle sue musiche. Con l'Orchestra Europea per la Pace ha elevato la musica rom da folklorica a sinfonica.
Il 2 giugno 2012 Spinelli ha cantato il Murdevele (Padre Nostro in lingua romaní) per Papa Benedetto XVI a Bresso in occasione della Giornata Mondiale della Famiglia davanti a 800.000 persone e in mondovisione. Il 10 maggio 2014 ha eseguito tre sue composizioni per Papa Francesco sul sagrato di San Pietro davanti a 300.000 persone e in diretta su Rai1.
La sua poesia "Auschwitz" orna a Berlino, nei pressi del Bundestag, il monumento dedicato alla memoria del genocidio di Sinti e Rom durante il nazismo, inaugurato il 24 ottobre 2012 alla presenza del capo di Stato tedesco e di Angela Merkel.
Il 26 ottobre 2015, insieme all'Alexian group, ha eseguito diverse sue composizioni per Papa Francesco, tra cui il Murdevele. I brani sono stati suonati in Vaticano presso la Sala Nervi, in occasione dell'Udienza per i Rom e Sinti celebrativa del 50º anniversario dell'Udienza che Papa Paolo VI tenne per la Popolazione Romanì. L'evento è stato trasmesso in diretta mondiale.
Lunedì 18 Aprile 2016 nella sala della “Cavallerizza” presso il Palazzo Marchesale il Sindaco di Laterza (Taranto) Gianfranco Lopane ha conferito la Cittadinanza Onoraria ad Alexian Santino Spinelli con la seguente motivazione: “Al Prof. Santino Spinelli – pietra miliare e portavoce nel mondo del Popolo Rom perché rappresenta la capacità di rivalsa di quanti sono stati e sono ancora discriminati a causa delle proprie origini; perché ha restituito, col suo esempio di vita e di esponente della cultura romanì, dignità spessore alla comunità Rom che si Onora di rappresentare; perché la nostra comunità Rom, da anni integrata nel tessuto sociale di questo Comune, con l'azione propositiva divulgativa del prof. Spinelli possa sempre più recuperare quel corpo di valori essenziale alla sopravvivenza di tutti i popoli”
A maggio 2018 gli viene conferita la Medaglia d'Argento e il Diploma del Sacro Militare Ordine Costantiniano di San Giorgio in occasione del tricentenario della Bolla Ecclesiastica di Papa Clemente XI. Sempre in quest'anno fa realizzare a Lanciano, in piazzale Edith Stein, il Monumento alla Strage nazista dei Rom e Sinti, dallo scultore Tonino Santeusanio, in pietra della Majella. Il monumemto è il primo del genere in Italia. 
Il 4 febbraio 2020 il Presidente Mattarella gli ha conferito l’Onorificenza di Commendatore dell’Ordine “Al merito della Repubblica Italiana”: Santino Spinelli da allora è registrato nell'Albo dei Commendatori al n° 1307 Serire IV.
Il 10 aprile 2024 ha suonato nel  teatro alla Scala di Milano da solista  insieme a suo figlio Gennaro Spinelli, ai solisti della Sezione ANPI del Teatro Alla Scala di Milano e ai Solisti dell'orchestra Rossini di Pesaro  per le celebrazioni della Giornata internazionale della Popolazione Romanì.
Il 4 Aprile 2025 ha suonato da Solista presso il Teatro San Carlo di Napoli insieme a suo figlio Gennaro Spinelli, ai solisti del Teatro San carlo di Napoli e ai Solisti dell'Orchestra Rossini di Pesaro per le celebrazioni della Giornata internazionale della Popolazione Romanì.
Nell'Anno Accademico 2024/2025 ha tenuto il Corso di Lingua e Cultura Romani presso l'Università La Sapienza di Roma.

## Premi
- XXI Premio Flaiano (1994) per l'opera "Duj Furatte Mulo - Due volte Morto".
- Premio"Mecenate della Cultura" per la sua fervida attività culturale conferitogli nell'edizione del Premio Histonium 1996.
- Premio della Critica quale miglior gruppo al Festival Khamoro 2001 (Praga - Rep. Ceca).
- il 9 febbraio 2002 è stato insignito dall'Associazione onlus Microcosmo di Rho (Milano) del "Microcosmo d'Oro".
- Premio “Ethnoworld Award 2003” presso l'Università Bocconi di Milano nell'ambito del Festival EtnoBocconi (17/11/03).
- il “Premio Pigro 2003” - omaggio ad Ivan Graziani, riconoscimento conferitogli “Alla carriera” (21/11/03).
- Premio Exposcuola 2006 per la Cultura.
- "Histonium d'Oro", Premio Histonium 2007.
- Premio Maratea 2012.
- Premio Nazionale Pratola 2012.
- Premio DOSTA 2013, conferito dall'UNAR - Ministero per le Pari Opportunità.
- Primo "Premio Marco Pannella per l'integrazione e la solidarietà" 2016.
- Premio "Lussu" alla Carriera, 2020

## Opere letterarie

### Poesia
- Gilì Romanì (Canto Rom), Lacio Drom (Roma, 1988)
- Romanipé (Identità romanì), Solfanelli (Chieti, 1993)
- O Romano Gi! (l'Anima Rom), Edizioni Romanì (Roma, 2011)
- Gili tro gi (Canto dell'anima) Edizioni Tracce (Pescara, 2015)

### Altri scritti
- Prin©karang - Conosciamoci, incontro con la tradizione dei Rom Abruzzesi (Editrice Italica, Pescara 1994)
- Baxtaló Divès (Collezione Interface, Centro di Ricerche zingare dell'Università di Parigi, Consiglio d'Europa, 2002)
- Baro Romano Drom - la Lunga strada dei Rom, Sinti, Kalé, Manouches e Romanichals (Meltemi editore, Roma 2003)
- Carovana Romanì (Partiture per Fisarmonica sola) (Ut orpheus, Bologna, 2010)
- Carovana Romanì (Partiture per Ensemble) (Ut orpheus, Bologna, 2010)
- Carovana Romanì (Partiture per Orchestra) (Ut orpheus, Bologna, 2010)
- Rom, Genti Libere con prefazione di Moni Ovadia (Dalai Editore, Milano, 2012)
- Romanò Bravalipé, il patrimonio di un popolo (2012)
- Rom, questi sconosciuti con prefazione di Moni Ovadia (Mimesis Edizioni, Milano, 2016)
- Una Comunità da Conoscere con prefazione di Pino Nicotri (D'Abruzzo edizioni Menabò, Ortona, 2018)
- Le verità negate con prefazione di Paola Severini Melograni (Mimesis Edizioni, Milano, 2021)

## Discografia
- Iperfisa (City Record, Milano 1986)
- Jilò Romanò/Speranza (City Record, Milano 1988)
- Soft Jazz Fisa (City Record, Milano 1990)
- Gilì Romanì (City Record, Milano 1991)
- Gijem Gijem (Al Sur Mediaset, Francia 1996) (in allegato un libretto in italiano, inglese, francese, romaní su storia, musica e tradizioni del popolo Rom)
- L'orizzonte e la memoria (Santarcangelo dei Teatri, 1999)
- Putraddipé (Regione Abruzzo, Pescara 2000)
- Tsigane (SonoDisc, 2000)
- Dromos (Associazione Dromos, 2001)
- Romano Drom - Carovana romaní (Ethnoworld, Milano 2002)
- Mille Papaveri Rossi (Editrice A, 2003)
- Khamoro (Studio Production SAGA)
- Parovibbé/Metamorfosi (Ethnoworld, 2004)
- So me sinom/Ciò che sono (Ethnoworld, 2004)
- Tribù Italiche: Abruzzo (Edizioni EDT, World Music)
- Sulla Memoria (Audiocoop)
- Uno specchio per Alice (Colonna sonora, 2006)
- Andrè mirò Romano Gi, viaggio nella mia anima Rom (Ass. Thèm Romanó e Provincia dell'Aquila)
- Romano Thèm - Orizzonti Rom (CNI - Compagnia Nuove Indie, 2007)
- Me pase ko Murdevele - Io ac-Canto a Dio (CNI - Compagnia Nuove Indie, 2008)
- CD Porrajmos, parole in musica di F. Parente, M. Parisini, L. Ricciardi, 2010)
- Romano Simcha, La festa ebraico-rom (CNI - Compagnia Nuove Indie, 2021

## Filmografia
- La guerra degli Antò, di Riccardo Milani (Cecchi Gori Film, 1999)
- Storie Romane/Giravolte, di Carola Spadoni (Boccoa Film, 2000)
- Fiori di Campo, di Carlo Rota (2002)
- Baro Romanò Drom, di Gioia Meloni (Rai, 2003)
- Uno specchio per Alice, di Gianni Di Claudio (2006)
- Il Giudizio Universale, di Luca Kerstic (2006)
- Il Diavolo inventò la vanga, di Gianni Di Claudio (2007)
- Porrajmos, parole in musica, di F. Parente, M. Parisini, L. Ricciardi (2010)
- Romanistan, di L. Vitone (2019)

## Teatro
- Duj Furàt Mulò (Due volte morto), dramma teatrale (Drammateatro, Popoli 1995)
- Diversamente…Orgia di Pier Paolo Pasolini, a cura di Sivio Sarta (2005)